# Marc Ribot

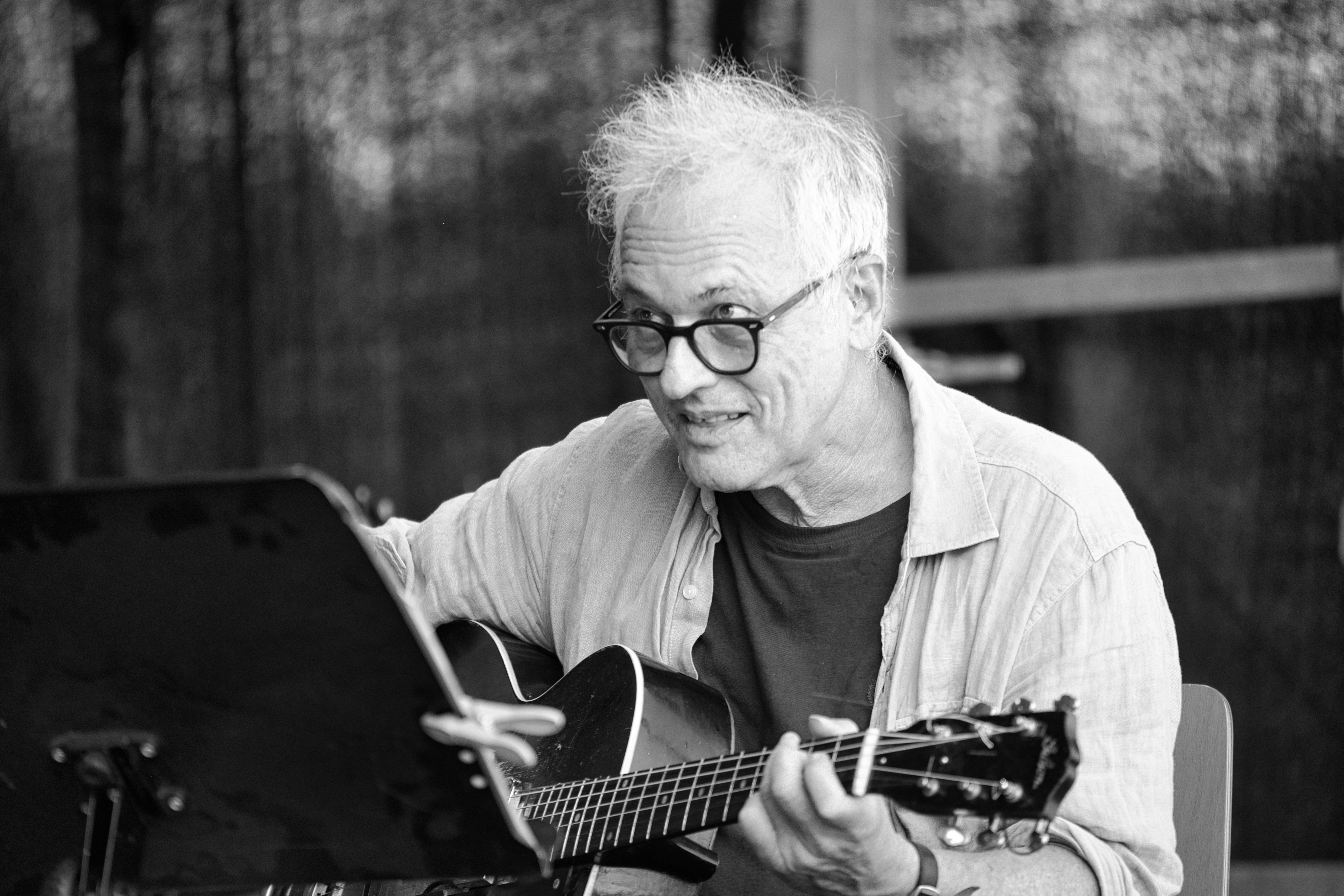
Marc Ribot auf dem INNtöne Jazzfestival 2024

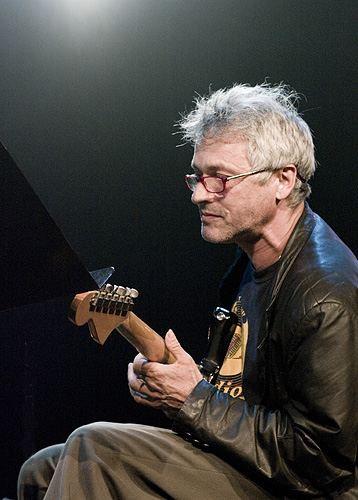
Marc Ribot, 2010

Marc Ribot (* 21. Mai 1954 in Newark, New Jersey) ist ein US-amerikanischer Avantgarde-Gitarrist und Komponist. Seit den 1990er-Jahren gehört er zu den vielseitigsten Gitarrenvirtuosen des Jazz.

## Biografie
Marc Ribot nahm als Teenager klassischen Gitarrenunterricht bei Frantz Casseus, der ein Freund der Familie war. 1978 zog er nach New York und spielte unter anderen mit dem Jazz-Organisten Jack McDuff und dem Soul-Sänger Wilson Pickett. 1981 war er Teil der Begleitband von Solomon Burke (1984 als Soul Alive! veröffentlicht), die durch ihn, Gabriel Rotello und den The Uptown Horns gebildet wurde und als The Realtones bezeichnet wurde. In ähnlicher Formation war er 1980 im Tramps Club in New York City, Stammclub der Upltown Horns, Teil von Brenda & The Real-Tones.
Von 1984 bis 1989 der Lounge Lizards. In dieser Zeit spielte er auch in den Bands von Tom Waits und Elvis Costello. Sein Gitarrenspiel gilt als eines der entscheidenden Elemente des Stilwandels, den Waits auf Rain Dogs vollzog. 1990 präsentierte er seine eigene Gruppe Rootless Cosmopolitans mit Don Byron und Anthony Coleman, die zwei Alben veröffentlichte; seit 1994 arbeitete Ribot mit der bläserlosen Formation Shrek (gleichnamiges Album sowie Livealbum). Wenngleich Ribot im Allgemeinen der Avantgarde zugerechnet wird, hat er durchaus auch seine populären Seiten: So hat er mit seiner Band Los Cubanos Postizos zwei Alben mit kubanisch inspirierter Musik als Hommage an Arsenio Rodríguez aufgenommen. Ein weiterer Schwerpunkt neben seinen Band- und Sidemanaktivitäten sind diverse Solokonzerte und -aufnahmen, u. a. zur Vertonung von Stummfilmen.
In vielen seiner Aufnahmen reinterpretiert Ribot bekannte Kompositionen anderer Künstler, u. a. mehrere von Albert Ayler (auf dem Album Spiritual Unity sowie Live at the Village Vanguard des Marc Ribot Trio mit Chad Taylor und Henry Grimes), John Coltrane (auf Live at the Village Vanguard), Jimi Hendrix (The Wind Cries Mary auf Rootless Cosmopolitans und Yo! I Killed Your God), The Doors (Break on Through auf Party Intellectuals), sowie Jazzstandards wie Take Five (Your Turn), I’m Confessin’ (Live at the Village Vanguard).
Obwohl er Linkshänder ist, spielt er eine Rechtshänder-Gitarre. Das technische Handicap gleicht er mit einer individuellen und einfallsreichen Spielweise aus. Der Autor und Musikkritiker Robert Fischer zitiert ihn mit den Worten, dass es „ein großes Maß an Kontrolle brauche, um Musik zu schaffen, die klingt, als ob sie unkontrolliert sei“. Laut den Autoren des Jazzbuchs „hat er alle Sounds und Techniken ‚drauf‘, die jemals auf der elektrischen Gitarre gespielt wurden.“
Ribot arbeitete u. a. mit James Carter, Petr Kotík, Elliott Sharp, den Jazz Passengers, Medeski, Martin & Wood, Bill Frisell, John Zorn, Dave Douglas, Arto Lindsay, Gina Leishman, Vinicius Cantuária, Evan Lurie, Marianne Faithfull, McCoy Tyner, Allen Ginsberg, Madeleine Peyroux, Elton John, Norah Jones, Diana Krall, The Black Keys, Jamaaladeen Tacuma, Laurie Anderson, Bill Ware, Allen Lowe, Henry Grimes, Noël Akchoté, Maria Răducanu und Mariola Membrives. In Deutschland spielte er zusammen mit Jakob Ilja (Element of Crime) bei einem Konzertprojekt der 17 Hippies in Köln im Jahr 2004.
Im Jahr 2008 gründete er das Trio Ceramic Dog mit dem Schlagzeuger Ches Smith und dem Bassisten Shahzad Ismaily. Das erste Album der Gruppe war Party Intellectuals. 2013 erschien das Folgealbum Your Turn; 2023 wurde mit Connection das fünfte Album dieses „Powertrios“ veröffentlicht, auf dem die Trio-Musiker auch singen. Im Projekt The Young Philadelphians interpretiert Ribot mit Jamaaladeen Tacuma, Calvin Weston und Mary Halvorson Hits des Phillysounds der 1970er Jahre. 2015 erschien das erste Album des Projekts, Live in Tokyo. 2018 erschienen mit YRU Still Here? (mit Ceramic Dog) und Songs of Resistance 1942–2018 (mit Gastauftritten u. a. von Tom Waits und Steve Earle) zwei sehr politische Alben von Ribot, die nach seinen eigenen Aussagen auch von Donald Trumps Präsidentschaft inspiriert wurden.
Ribot ist der Präsident der Content Creators Coalition, einer Organisation, die sich für die faire Behandlung von Musikschaffenden im Zeitalter digitaler Medien engagiert. Insbesondere wendet sie sich kritisch gegen Spotify und ähnliche Streamingdienste. Auf Your Turn von Marc Ribot’s Ceramic Dog findet man ein sarkastisches Lied Masters of the Internet, das Ribots Unmut über Raubkopieren thematisiert. Das Lied wurde im Vorfeld der Albumveröffentlichung als freier Stream angeboten.

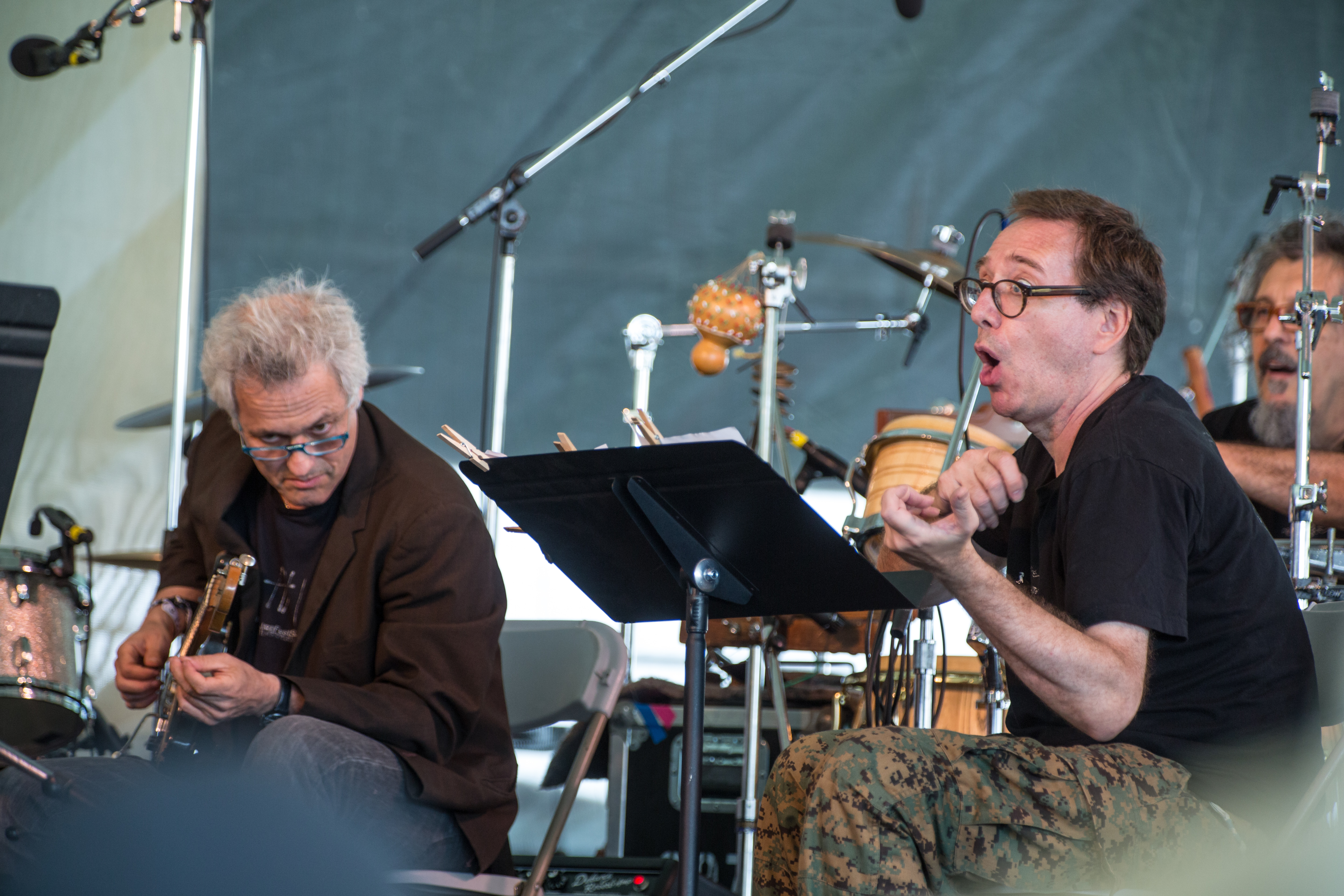
Marc Ribot (links) mit John Zorn 2014 beim Auftritt von Bar Kokhba auf dem Newport Jazz Festival

## Diskografie (Auswahl)
- Rootless Cosmopolitans (1990)
- Requiem for What’s His Name (1992)
- Marc Ribot Plays Solo Guitar Works of Frantz Casseus (1993)
- Shrek (1994)
- Don’t Blame Me (1995)
- Subsonic – Sounds of a Distant Episode (1995)
- The Book of Heads (1995) (Solo-Gitarre-Kompositionen von John Zorn)
- Shoe String Symphonettes (1997)
- The Prosthetic Cubans (1998) (als Marc Ribot y Los Cubanos Postizos)
- Yo! I Killed Your God (1999)
- Muy Divertido! (2000) (als Marc Ribot y Los Cubanos Postizos)
- Saints (2001)
- Inasmuch as Life is Borrowed (2001)
- Scelsi Morning (2003)
- Soundtracks, Vol. 2 (2003)
- Spiritual Unity (2005) (mit Songs von Albert Ayler)
- Asmodeus: Book of Angels, Vol. 7 (2007) (mit Kompositionen aus John Zorns Book of Angels)
- Exercises in Futility (2008)
- Party Intellectuals (2008) (als Marc Ribot’s Ceramic Dog)
- Silent Movies (2010)
- Your Turn (2013) (als Ceramic Dog)
- Live at the Village Vanguard (2014) (als Marc Ribot Trio)
- Live in Tokyo (2015) (The Young Philadelphians)
- YRU Still Here? (2018) (als Ceramic Dog)
- Songs of Resistance 1942–2018 (2018)
- Map of a Blue City (New West Records 2025)[9]

## Verfilmungen
- Marc Ribot. La Corde Perdue/The Lost String, Regie: Anaïs Prosaïc, 82 min.[10]
- Marc Ribot: Descent into Baldness, Regie: Cassis Birgit Staudt/Jörg Söchting (1996)[11]

## Lexikographische Einträge
- Wolf Kampmann (Hrsg.), unter Mitarbeit von Ekkehard Jost: Reclams Jazzlexikon. 2., erweiterte und aktualisierte Auflage. Reclam, Stuttgart 2009, ISBN 978-3-15-010731-7.
- Martin Kunzler: Jazz-Lexikon. Band 2: M–Z (= rororo-Sachbuch. Bd. 16513). 2. Auflage. Rowohlt, Reinbek bei Hamburg 2004, ISBN 3-499-16513-9.